# لويس غارسيا (لاعب كرة قاعدة دومينيكاوي)
لويس غارسيا هو لاعب كرة قاعدة دومينيكاوي، ولد في 20 مايو 1975 في سان فرانسيسكو دي ماكوريس في جمهورية الدومينيكان.